# Saint-Bonnet-Briance
Saint-Bonnet-Briance é uma comuna francesa na região administrativa da Nova Aquitânia, no departamento de Alto Vienne. Estende-se por uma área de 30,06 km². Em 2010 a comuna tinha 583 habitantes (densidade: 19,4 hab./km²).